# 榕城八景
榕城八景是指中国福建省福州市（原福建省城，旧闽县、侯官县）的八个名胜景点。

## 宋代榕城八景
见于赵汝愚提品名西湖澄澜阁
- 仙桥柳色
- 大夢松聲
- 古堞斜陽
- 水晶初月
- 荷亭唱晚
- 西禪曉鍾
- 湖心春雨
- 澄瀾曙鶯

## 明代榕城八景
见于萬曆年間《閩都記》以及《雪峰志》
- 澄澜风荷：西湖
- 高盖擎云：高蓋山
- 螺浦春潮：螺女江
- 榴洞仙踪：東山榴花洞
- 鳌石松篁：于山
- 莲峰樵唱：蓮花山
- 凤冈荔锦：風岡
- 象峰积雪：雪峰山

## 民国榕城八景
民国榕城八景評了兩次，第一次在清末民初年間，第二次在民国中期，故有兩個版本。

### 西湖版
见于民国年间《西湖志》
- 湖天竞渡
- 龙舌品泉
- 昇山古刹
- 飞来奇峰
- 怡山啖荔
- 样楼望海
- 湖亭修褉
- 洪桥夜泊

### 洪塘版
见于民国年间《闽江金山志》
- 洪塘古渡
- 石仓秋烟
- 妙峰钟声
- 半洲渔火
- 云城石塔
- 巴山风帆
- 环峰夜月
- 旗麓斜阳

## 2018年版榕城八景
- 万福金汤
- 柳岸朝凤
- 东门乐游
- 福新问渡
- 讲堂盛境
- 爱乡番音
- 王庄戏舟
- 河口听潮

## 2019年版榕城八景
- 古祠澄波
- 村田映画
- 榕荫溪韵
- 奎星揽胜
- 旧誉新市
- 甘井巷深
- 龙瑞叠翠
- 梁厝古今